# 亞美尼亞禮天主教羅馬尼亞教長區
亞美尼亞禮天主教羅馬尼亞教長區（拉丁語：Ordinariatus Romaniae Armenorum）是羅馬尼亞一個東儀天主教教長區（亞美尼亞禮），直屬聖座。
教長區成立於1930年6月5日，教座位於蓋爾拉。2010年有四名司鐸、四個堂區、809名教友。目前教長之位處於出缺狀態。